# Georg Friedrich Kordenbusch von Buschenau

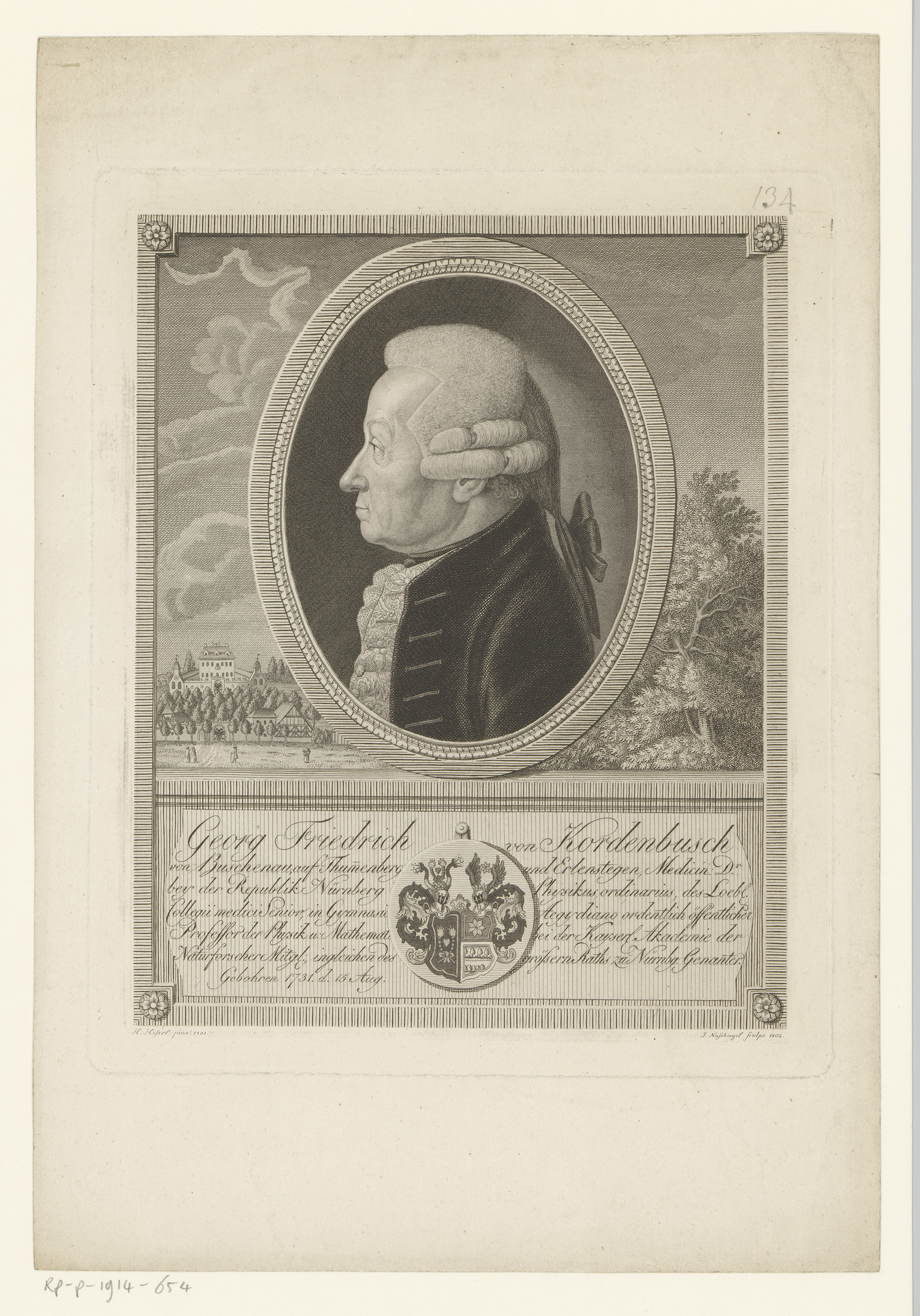
Porträt von Georg Friedrich von Kordenbusch von Johann Nussbiegel

Georg Friedrich Kordenbusch, seit 1790 Georg Friedrich Kordenbusch von Buschenau (* 15. August 1731 in Beringersdorf; † 3. April 1802 in Nürnberg) war ein deutscher Mediziner und Astronom.

## Leben
Georg Friedrich Kordenbusch von Buschenau war der Sohn des Geistlichen Friedrich Kordenbusch (* 1695; † 7. März 1736), der 1735 nach Nürnberg versetzt wurde, und dessen Ehefrau Margaretha Regina, Tochter des Nürnberger Gastwirts Zacharias Weber. Sein Vater war ein Urenkel des aus Münster stammenden Goldschmieds Johann Kordenbusch und hatte zahlreiche Verbindungen zu Nürnberger Künstlern. Sein Bruder war der Fayence- und Porzellanmaler, Andreas Kordenbusch († 25. März 1754).
Er besuchte anfangs die St. Lorenzschule und die Spitalschule sowie später das  Aegidien-Gymnasium (heute: Melanchthon-Gymnasium).
1750 immatrikulierte er sich an der Universität Altdorf und hörte Vorlesungen unter anderem bei Johann Jakob Jantke (1687–1768), Johann Jakob Kirsten (1710–1765), Johann Andreas Michael Nagel, Michael Adelbulner und Christian Gottlieb Schwarz in den Fächern Medizin, Naturwissenschaften und Philosophie; 1753 promovierte er dort und trat anschließend eine ausgedehnte wissenschaftliche Reise an. Er reiste anfangs nach Straßburg und übte sich dort in Anatomie, Chirurgie und weiteren Bereichen der Medizin, reiste anschließend kurzzeitig nach Nürnberg zurück, um dann über Würzburg und Frankfurt am Main nach Mainz zu reisen, um die in der Nähe gelegenen Gesundheitsbrunnen Schwalbach, Wiesbaden und Schlangenbad zu besuchen, reiste dann weiter nach Bonn, Köln, Arnheim, Amsterdam und Haarlem und suchte dort die medizinischen Gärten der Hospitäler auf und besuchte das Anatomische Theater in Leiden. Von Utrecht reiste er weiter nach Nijmegen und kehrte über Köln, Frankfurt am Main und Ansbach wieder nach Nürnberg zurück.
Nach seiner Rückkehr wurde er in das Collegium Medicum aufgenommen und begann als Arzt zu praktizieren; 1755 erfolgte seine Ernennung zum Stadtphysicus.
1769 ernannte ihn der Nürnberger Rat, neben seiner ärztlichen Praxis, als Nachfolger von Johann Conrad Löhe (1723–1768) zum Professor der Mathematik und Naturlehre am Gymnasium Aegidianum, dazu wurde er zum Direktor der von Georg Christoph Eimmart gegründeten städtischen Sternwarte ernannt, für deren Wiederaufbau er sich zwar einsetzte, allerdings scheiterte dies zunächst an den mangelnden Finanzen der Stadt Nürnberg.
Nachdem die französische Revolutionsarmee Nürnberg 1796 für 14 Tage besetzte, erhob sie finanzielle Forderungen, für die sie, auf Befehl des französischen Generals Jean-Baptiste Jourdan, achtzehn Bürger als Geiseln nahmen, zu diesen gehörte auch Georg Friedrich Kordenbusch von Buschenau, der erst am 20. Juli 1797 zurückkehren konnte, nachdem er seine Zeit in Givet, nahe der heutigen belgischen Grenze verbracht hatte.
Als Liebhaber der Malerei fertigte er auch Miniaturen und Pastelle, so fertigte er 1775 unter anderem einen Grundriss des Wölckernschen Herrensitzes, der als Vorlage für einen Kupferstich von Joseph Kellner (1749–1814) diente.
Georg Friedrich Kordenbusch von Buschenau war seit dem 1. Dezember 1762 in erster Ehe mit Apollonia Magdalena (1717–1788), Tochter des Nürnberger Kaufmanns Christian Götz und seit dem 18. November 1788 in zweiter Ehe mit Susanna Regina Barbara (1755–1805), eine Tochter des Juristen Christoph Wilhelm Stürmer von Unternesselbach (1721–1789) verheiratet; sein Schwager war der Jurist Johann Christoph Stürmer von Unternesselbach. Eine Tochter aus der zweiten Ehe verstarb noch vor ihm. Er wohnte anfangs in der Nähe der Sebalduskirche und zog 1784 in den Schießgraben nordöstlich der Insel Schütt um, bevor er 1793 den Herrensitz Thumenberg erwarb, das 1854 in Platnersberg umbenannt wurde, an dessen Stelle sich heute das Altersheim Platnersberg befindet.

### Schriftstellerisches astronomisches Wirken
1769 verfasste er zum damaligen Venusdurchgang seine Schrift Bestimmung der merkwürdigen Durchgänge der Venus durch die Sonne, dazu übersetzte er mehrere Schriften von Edme Mentelle. 1771 veröffentlichte er eine Neuauflage der Schrift Astronomisches Handbuch von Johann Leonhard Rost, hierbei handelte es sich um ein umfassendes Kompendium der theoretischen und praktischen Astronomie, das von 1771 bis 1774 in vier Bänden erschien. Er veröffentlichte 1778 einen Kommentar zur Himmelskarte von Pierre Le Clerc (1706–1780). Seine deutsche Ausgabe des geschichtlichen Abrisses der Astronomie und mathematischen Geographie von Jean Dominique Comte de Cassini bereicherte er mit zahlreichen Noten. Gegen 1789 brachte er noch zum Gebrauch der Schuljugend Himmelskarten heraus.

## Mitgliedschaften
Georg Friedrich von Kordenbusch wurde unter der Matrikel-Nr. 723 am 8. Februar 1770 mit dem akademischen Beinamen Ctesibius II. Mitglied der Mathematischen Sektion der Kaiserlichen Akademie der Naturforscher Leopoldina.

## Ehrungen und Auszeichnungen
- Bereits 1657[9] hatte die Familie Kordenbusch einen Wappen- und Lehensbrief erhalten. Auf seinen Wunsch hin wurde das Adelsdiplom am 17. Mai 1790 durch den Kurfürsten Karl Theodor mit dem Prädikat von Buschenau erneuert, womit er für seine Verdienste als Arzt und Mathematiker gewürdigt wurde.[10][11]

## Schriften (Auswahl)
- Dissertatio Inauguralis Medica de polyposiae noxis. Altorfii: Litteris Johannis Adami Hesselii, 1753.
- Die Bestimmung der denkwürdigen Durchgänge der Venus durch die Sonne, der Jahre 1761. den 6. Junii, und 1769. den 3. Junii, welche aus den besten Himmelstafeln, nach verschiedenen Rechnungsarten berechnet, und wobey zugleich einige Beobachtungen des Durchganges im Jahr 1761. beigefüget worden. Raspe, Nürnberg 1769 (Digitalisat)
- Karte des Kometen von 1769.
- Physikalische und moralische Untersuchung der Frage: ob die Erscheinung der Kometen etwas besonders zu bedeuten habe? Nürnberg b. Ammermüller. 8. 1769.
- Die mathematische Klasse, darinnen die Natur, Figur, Theile, Bewegung, Laufbahn und die verschiedenen daraus folgende Erscheinungen der Cometen erklärt werden. Nürnberg: Ammermüller, 1769.
- Astronomisches Handbuch.
  - Band 1. Nürnberg 1771.
  - Band 2.
  - Band 3. Nürnberg 1773.
  - Band 4. Nürnberg 1774.
- Berechnung der partialen Mondsfinsterniß 1773. den 30. Sept. Abends : Aus den Carl Leadbetterischen Himmelstafeln bestimmet, mit andern Himmelstafeln verglichen, nebst der Proiektion derselbigen. Nürnberg: Six 1773.
- Berechnung der zahlreichen Zusammenkunft verschiedener Planeten, welche den 7. und 8. May dieses Jahrs des Morgens zu beobachten ist. Nürnberg: De Launoy, 1774.
- Beschreibung einer Himmelskarte, welche vor das Jahr 1780 aus den neuesten Beobachtungen der geschiktesten Akademisten gezeichnet worden. Nürnberg Hauff 1778.
- Edme Mentelle; Georg Friedrich Kordenbusch: Anfangsgründe der Weltbeschreibung, oder der Astronomie. Nürnberg 1788.
- Edme Mentelle; Georg Friedrich Kordenbusch: Mit einer Beschreibung der künstlichen Himmelskugel nebst vielen Aufgaben. Nürnberg: Weigel, 1789.
- Pater Ignaz Gaston Pardies Himmelskugel in sechs Karten abgebildet: zum Gebrauch der Schuljugend um die Astrognosie zu erlernen. Nürnberg: Weigel u. Schneider 1789.